# Forensisch Psychiatrische Dienst
De Forensisch Psychiatrische Dienst (FPD) heet sinds 2006 het Nederlands Instituut voor Forensische Psychiatrie en Psychiatrie (NIFP). Het is een samenvoeging van de voormalige FPD's en het Pieter Baan centrum (PBC). Het NIFP is een landelijke dienst van het Nederlandse ministerie van Justitie. Het NIFP heeft naast het PBC vestigingen in elk van de 19 arrondissementen en is verantwoordelijk voor de zorg voor 4000 gedetineerden met psychiatrische problematiek.
Het NIFP adviseert en bemiddelt en verzorgt de logistiek en kwaliteitsborging van ruim 8.000 rapportages pro Justitia die jaarlijks door 650 onafhankelijke rapporteur-psychiaters en psychologen worden uitgebracht. Dit gebeurt in strafzaken voor volwassenen en in straf- en civielrechtelijke zaken voor jeugdigen. Het NIFP reguleert het zorgverkeer tussen justitiële instellingen en de instellingen van de (forensische) geestelijke gezondheidszorg (van diagnostiek, indicatiestelling en verwijzing tot plaatsingsbemiddeling).

## Expertise aan het ministerie van Justitie
Het NIFP bemiddelt onafhankelijke psychiatrische expertise aan het ministerie van Justitie in het kader van de uitvoering van de terbeschikkingstelling (tbs-verloftoetsing, rapportagebemiddeling tbs-zesjaarsverlenging, recidive-onderzoek en longstay-indicatiestelling). De uitvoering van de taken vindt plaats in nauwe samenwerking en afstemming met regionale ggz-instellingen en justitiële instanties. De regionale FPD-diensten staan onder leiding van een psychiater. Deze stuurt de professionals van zijn dienst aan en stemt de werkzaamheden af met ketenpartners.
In de uitvoering van de taken worden professioneel overeengekomen kwaliteitsstandaarden en 'best practices' gehanteerd. Deze standaarden dienen bij te dragen tot een gelijke mate van toegang tot psychiatrische zorg voor justitiabelen in alle arrondissementen en een gelijke mate van toegang tot psychiatrische expertise voor ketenpartners (van rechterlijke macht tot reclassering, Raad voor de Kinderbescherming en ggz-instellingen) in het hele land.  Deze landelijke kaders worden ontwikkeld via drie landelijke commissies (Zorg, Jeugd, Rapportage).